# Trichochrysea
Trichochrysea is een geslacht van kevers uit de familie bladkevers (Chrysomelidae).
De wetenschappelijke naam van het geslacht werd in 1861 gepubliceerd door Joseph Sugar Baly.

## Soorten
- Trichochrysea albopilosa Medvedev & Eroshkina, 1987
- Trichochrysea chejudoana Komiya, 1985
- Trichochrysea chihtuana Komiya, 1985
- Trichochrysea formosana Komiya, 1985
- Trichochrysea fortipunctata Lopatin, 2005
- Trichochrysea grisea Medvedev & Eroshkina, 1999
- Trichochrysea incana Medvedev & Eroshkina, 1987
- Trichochrysea marmorata Tan, 1984
- Trichochrysea sakishimana Komiya, 1985
- Trichochrysea transversicollis Medvedev & Eroshkina, 1999
- Trichochrysea trapezicollis Medvedev & Eroshkina, 1999
- Trichochrysea truncata Medvedev & Sprecher-Uebersax, 1999